# 韋爾 (伊利諾伊州克拉克縣)
韋爾（英語：Weir）是位於美國伊利諾伊州克拉克縣的一個非建制地區。該地的面積和人口皆未知。

## 地理
韋爾的座標為39°16′04″N 87°47′25″W / 39.26778°N 87.79028°W，而該地的平均海拔高度為178米（即584英尺）。